# خط طول 145° شرق
خط طول 145° شرق هو أحد خطوط الطول الجغرافية، والتي تمتد من القطب الشمالي الجغرافي إلى القطب الجنوبي الجغرافي، وحسب التحويل الزمني يتقدم خط طول 145° شرق عن خط غرينتش بـ9 ساعات و40 دقيقة.

## من القطب إلى القطب
ينطلق خط طول 145° شرق من القطب الشمالي نحو القطب الجنوبي مرورا بالمناطق التي ترد في الجدول التالي:
| الإحداثيات                           | البلد أو الإقليم أو البحر | ملاحظات |
| ------------------------------------ | ------------------------- | --- |
| 90°0′N 145°0′E / 90.000°N 145.000°E  | المحيط المتجمد الشمالي    | |
| 75°37′N 145°0′E / 75.617°N 145.000°E | روسيا                     | ياقوتيا — جزيرة كوتيلني، جزر سيبيريا الجديدة |
| 75°27′N 145°0′E / 75.450°N 145.000°E | بحر سيبيريا الشرقي        | |
| 72°35′N 145°0′E / 72.583°N 145.000°E | روسيا                     | ياقوتيا ماغادان أوبلاست — من 62°14′N 145°0′E / 62.233°N 145.000°E خاباروفسك كراي — من 62°1′N 145°0′E / 62.017°N 145.000°E |
| 59°22′N 145°0′E / 59.367°N 145.000°E | بحر أوخوتسك               | مرورا بشرق the جزيرة سخالين، ساخالين أوبلاست, روسيا (في 48°39′N 144°45′E / 48.650°N 144.750°E) |
| 44°4′N 145°0′E / 44.067°N 145.000°E  | اليابان                   | هوكايدو — جزيرة هوكايدو |
| 42°59′N 145°0′E / 42.983°N 145.000°E | المحيط الهادئ             | مرورا بشرق Farallon de Pajaros island, جزر ماريانا الشمالية (في 20°32′N 144°54′E / 20.533°N 144.900°E) · مرورا بغرب Rota island, جزر ماريانا الشمالية (في 14°7′N 145°7′E / 14.117°N 145.117°E) · مرورا بشرق غوام (في 13°35′N 144°57′E / 13.583°N 144.950°E) · مرورا بغرب the Hermit Islands, بابوا غينيا الجديدة (في 1°33′S 145°1′E / 1.550°S 145.017°E) و into the بحر بيسمارك |
| 4°3′S 145°0′E / 4.050°S 145.000°E    | بابوا غينيا الجديدة       | جزيرة Manam |
| 4°7′S 145°0′E / 4.117°S 145.000°E    | المحيط الهادئ             | بحر بيسمارك |
| 4°19′S 145°0′E / 4.317°S 145.000°E   | بابوا غينيا الجديدة       | |
| 7°49′S 145°0′E / 7.817°S 145.000°E   | بحر المرجان               | مرورا بشرق Howick Island، كوينزلاند, أستراليا (في 14°30′S 144°59′E / 14.500°S 144.983°E) |
| 14°45′S 145°0′E / 14.750°S 145.000°E | أستراليا                  | كوينزلاند نيوساوث ويلز — من 29°0′S 145°0′E / 29.000°S 145.000°E فيكتوريا (أستراليا) — من 35°51′S 145°0′E / 35.850°S 145.000°E, مرورا عبر ملبورن (في 37°50′S 144°55′E / 37.833°S 144.917°E) |
| 37°57′S 145°0′E / 37.950°S 145.000°E | خليج بورت فيليب           | |
| 38°16′S 145°0′E / 38.267°S 145.000°E | أستراليا                  | فيكتوريا (أستراليا) — Mornington Peninsula |
| 38°29′S 145°0′E / 38.483°S 145.000°E | باس (مضيق)                | مرورا بشرق Three Hummock Island، تاسمانيا, أستراليا (في 40°25′S 144°58′E / 40.417°S 144.967°E) |
| 40°41′S 145°0′E / 40.683°S 145.000°E | أستراليا                  | تاسمانيا — Robbins Island و the Tasmanian mainland |
| 41°46′S 145°0′E / 41.767°S 145.000°E | المحيط الهندي             | Australian authorities consider this to be part of the المحيط الجنوبي[1][2] |
| 60°0′S 145°0′E / 60.000°S 145.000°E  | المحيط الجنوبي            | |
| 67°0′S 145°0′E / 67.000°S 145.000°E  | القارة القطبية الجنوبية   | الإقليم الأسترالي في القارة القطبية الجنوبية، المطالب الإقليمية بالقارة القطبية الجنوبية by أستراليا |